# M.U.S.H.
M.U.S.H. est une série télévisée d'animation américaine en 30 épisodes de 30 minutes produite par Filmation et diffusée du 6 septembre 1975 au 27 mars 1976 sur le réseau ABC. Elle a été diffusée dans le cadre de l'émission Uncle Croc's Block d'une durée de 60 minutes comptant trois séries au total.
Au Québec, la série a été diffusée à partir du 8 février 1987 à Super Écran. Elle reste inédite dans les autres pays francophones.

## Synopsis
La série conte les aventures d'un groupe de chiens de la police montée dans un avant poste en arctique. Les héros sont Bullseye, Trooper Joe, Cold Lips, Major Sideburns et le colonel Flake. M.U.S.H. est un acronyme pour Mangy Unwanted Shabby Heroes. C'est un clin d'œil à la série M.A.S.H..

## Distribution

### Voix originales
- Kenneth Mars : Bullseye / Trooper Joe / Cold Lips / Major Sideburns / Colonel Flake

## Épisodes
1. I Am the Commanding Officer
2. The Camp Show
3. Cat on a Cold Tin Roof
4. The Big Budget Car
5. The Moose Who Came to Dinner
6. Make Room for Candi
7. The Crash Diet
8. Man Cannot Live on Ice Alone
9. Home Sweet Haunt
10. Hi-Brow Menace
11. No Talent Show
12. Major Mynah
13. More Power to Ya
14. Cowering in the Corner
15. The Iceman Melteth
16. The Great Gold Rush
17. Sideburns' Surprise Party
18. The Mushiest Athlete
19. Love Makes the World Go Round
20. Will the Real Sideburns Please Stand Up ?
21. Sleep Can Be Hazardous to Your Health
22. I'm OK, You're Nuts
23. Toying Around with the General
24. Room and Bored
25. Cinema Weirdate
26. The Six Zillion Dollar Dog
27. Gridiron Grief
28. 3D TV
29. To Flea or Not to Flea
30. The Calumso Caper